# Ventas de Zafarraya
Ventas de Zafarraya es una localidad y entidad local autónoma (ELA) española perteneciente al municipio de Alhama de Granada, en la provincia de Granada, comunidad autónoma de Andalucía. Linda con el municipio granadino de Zafarraya y con los municipios malagueños de Periana y Alcaucín.

## Historia
Los primeros pobladores del Llano de Zafarraya, se remontan al Paleolítico Medio, cuando el hombre habitaba la cueva del Boquete, aunque el primer asentamiento del que se tiene constancia data de la época visigoda siglo VI a través de los yacimientos encontrados en el actual núcleo urbano de Ventas de Zafarraya.

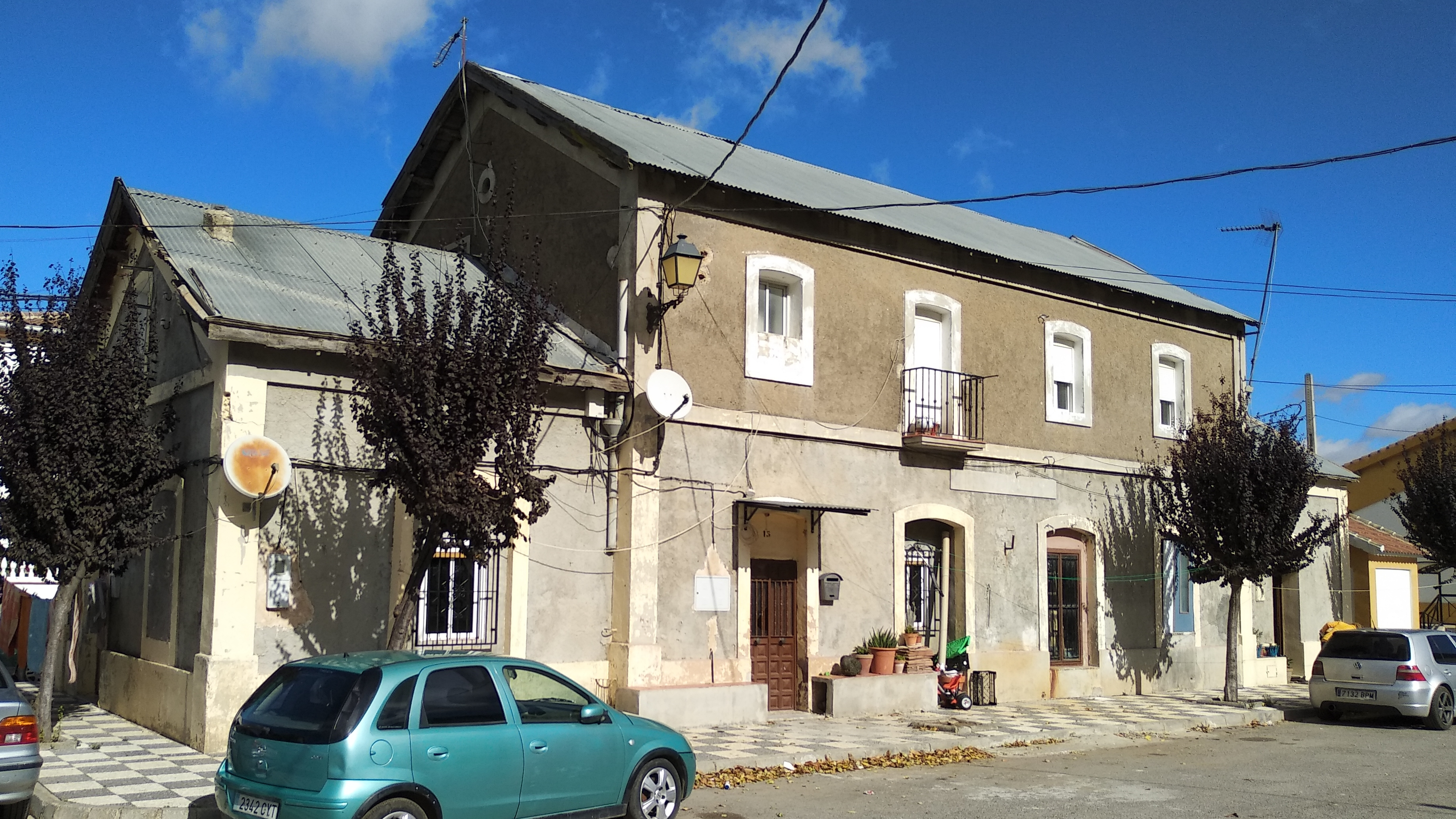
Antigua estación de Ventas de Zafarraya

Históricamente éste Llano ha sido conocido como Dehesa de Zafarraya, que, hasta la Reconquista cristiana fue administrado por la población de Zalia. Una vez que esta población fue ocupada por los cristianos y no repoblada, los municipios de Alhama de Granada y Vélez-Málaga se disputaron durante siglos las tierras del Llano por su riqueza ganadera dedicada exclusivamente al pastoreo.
El núcleo de Ventas de Zafarraya comienza como una venta en el Boquete, junto al Camino Real Granada-Málaga. Malagueño en sus orígenes, pasó a formar parte de la provincia de Granada en 1833. En 1835, superando la población de cien vecinos se inicia la segregación del núcleo de Calar del Rey, al que pertenecían. Al nombre del pueblo se le acortó la palabra Llano para que no fuera muy largo, ya que el nombre completo sería Ventas del Llano de Zafarraya (topónimo de origen árabe "Manzil Fahs Rayya"), los otros núcleos de población en esa fecha eran El Almendral, Pilas de Algaida y Zafarraya.
En 1842 se constituyó el municipio de Ventas de Zafarraya.
El 25 de diciembre de 1884 se produce un terremoto afectando gravemente a las provincias de Granada y Málaga. La catástrofe fue de tal magnitud que en Ventas de Zafarraya se registraron un total de 74 muertos. La reconstrucción del pueblo se hizo casi íntegramente con dinero procedente de la entonces provincia española de Cuba, por lo que en años sucesivos el pueblo pasó a llamarse Nueva Habana.
En agosto de 1922 llega el ferrocarril a Ventas. La Compañía de Ferrocarriles Suburbanos de Málaga proyecta unir Málaga con Granada, pasando por Vélez y Alhama, haciéndose realidad el proyecto sólo hasta Ventas de Zafarraya. Se trataba de un ferrocarril alpino de cremallera, ya que alcanzaba la cota de 1000 m de altitud sobre el nivel del mar al enfilar el Boquete, incluso se construyó un "hotel de turismo" a pie de la estación, dándole un gran impulso económico al pueblo. A finales de los años 50, con la mejora de las comunicaciones por carretera, la línea perdió rentabilidad, cesando totalmente los servicios ferroviarios el 12 de mayo de 1960.
En 1975 el municipio de Ventas de Zafarraya se fusiona con el municipio de Alhama de Granada.
Actualmente, la villa experimenta un crecimiento poblacional notable gracias a su estratégica ubicación entre el Poniente Granadino y la Axarquía Malagueña y a la fertilidad de sus tierras, con cultivos de hortalizas fuera de temporada.
En 2002 se creó la Entidad Local Autónoma de Ventas de Zafarraya, en el municipio de Alhama de Granada.
El 12 de mayo de 2011 se aprueba el expediente de creación del municipio de Ventas de Zafarraya, iniciándose así el camino hacia la segregación y recuperación del ayuntamiento fusionado en 1975. Pero el quebranto económico del municipio en los últimos años hace que finalmente todos los grupos políticos del ayuntamiento desistan por unanimidad de la segregación y decidan finalmente no romper la unidad del municipio de Alhama, haciéndose efectiva dicha renuncia en el Consejo de Gobierno de la Junta de Andalucía en la sesión del 9 de septiembre de 2014.

## Demografía
| Gráfica de evolución demográfica de Ventas de Zafarraya entre 1857 y 1970 |
| |
| Población de derecho según los censos de población del INE Población de hecho según los censos de población del INEEn 1857 aparece este municipio porque se segrega del municipio Zafarraya En 1974 este municipio desaparece porque se integra en el municipio Alhama de Granada |